# Effi Briest
Effi Briest en roman från 1894–1895 (bokutgåva 1896) av den tyske författaren Theodor Fontane. Romanen hör till den borgerliga realismen och handlingen utspelar sig i kejsarriket under rikskansler Otto von Bismarcks tid, en tid då livet styrdes av stränga samhälleliga normer. Romanen bygger på en sann händelse och är inspirerad av en skandal i Berlins societet, historien kring friherrinnan Elisabeth von Ardennes (1853–1952, född von Plotho) äktenskapsbrott.

## Innehåll
Romanen berättar Effi Briests liv. Hon är en ung kvinna, nästan fortfarande ett barn som går under på grund av de samhälleliga konventionerna i det sena 1800-talets Preussen.
Baron Instetten, en man som nästan 20 år tidigare friade till Effis mor, anhåller om att få gifta sig med den endast 17 år gamla flickan. Efter bröllopsresan till Italien flyttar det unga paret till badorten Kessin, belägen i bortre Pommern. Effi kan aldrig bli helt lycklig där. Hon skräms av att en kines som tidigare levde i Kessin nu spökar i deras villa. Baronen är ofta bortrest och lämnar henne till att umgås med apotekaren Alonzo Gieshübler och majoren von Crampas. Med Crampas har hon en hemlig kärleksaffär som förblir oupptäckt i många år. Effi och Innstetten får en dotter, Annie, som tas omhand av den katolska barnflickan Roswitha. Efter någon tid kallas Innstetten till Berlin för att arbeta på ministeriet där. Effi upplever flytten till Berlin som en befrielse och lever under några år glad och fri. När Effi är bortrest på kur (som enligt läkaren ska öka hennes chanser att bli gravid igen) råkar Innstetten hitta kärleksbreven som Crampas skickade till Effi när de bodde i Kessin. För att återupprätta sin heder måste han utmana Crampas på duell. Innstetten dödar Crampas. Effi får inte återvända till sin man och sitt barn, hon är inte heller välkommen hem till sina föräldrar som tar avstånd från henne och hennes äktenskapsbrott. 
Effi blir sjuk. Läkaren tar kontakt med hennes föräldrar och de beslutar att Effi ska få flytta tillbaka till dem. Hennes hälsa förbättras kortvarigt, men hon kan inte räddas. Bara 28 år gammal dör Effi Briest i sitt föräldrahem i byn Hohen-Cremmen, strax norr om Berlin.

## Placering i det litterära och historiska fältet
Effi Briest en i den långa raden av Fontaneromaner som beskriver livet i 1800-talets övre sociala skikt. Med sin lätta berättarton avstår författaren från att anklaga eller skuldbelägga när han samtidigt mycket skarpsynt beskriver den historiska och samhälleliga situationen. När nu Innstetten dödar förföraren Crampas i en duell som enbart är en ritual helt utan mening, och när han sedan av principiella skäl förskjuter sin hustru till följd av denna kärleksrelation som är betydelselös för honom själv, får det inte tolkas som ett ensidigt fördömande av den preussiske adliges handlande eller hans samhällssystem. Effi förlåter honom och hennes mor undrar om hon inte ändå varit för ung när hon nästan tvingades in i äktenskapet. På det viset uppstår en komplex bild av livet och sederna i den utdöende gamla preussiska societeten som är tämligen unik i den europeiska litteraturen. Men även frånsett de preussiska implikationerna kan romanen ses som en mera allmän betraktelse över konflikten mellan individen och samhällets tvång. Allt detta visar sig under figurernas nästan triviala samtal och i en avspänd berättarton som inbjuder till att läsa mellan raderna. Författaren är visserligen kritiskt inställd till hur samhällets tvång fungerar utan att för den skull godkänna allt som hans figurer gör. 
Litteraturvetenskapligt betraktat tillhör Fontanes Effi Briest även den speciella traditionen av kärleks- eller förförelseromaner, såsom Madame Bovary från 1856 av Gustave Flaubert eller Anna Karenina från 1873–1877 av Lev Tolstoj.

## Filmatiseringar
Effi Briest har bland annat filmatiserats 1974 med samma titel, i regi av Rainer Werner Fassbinder och 1955 med titeln Rosen im Herbst, i regi av Rudolf Jugert.